# 1871
1871 (MDCCCLXXI) a fost un an obișnuit  al calendarului gregorian, care a început într-o zi de duminică.

## Evenimente

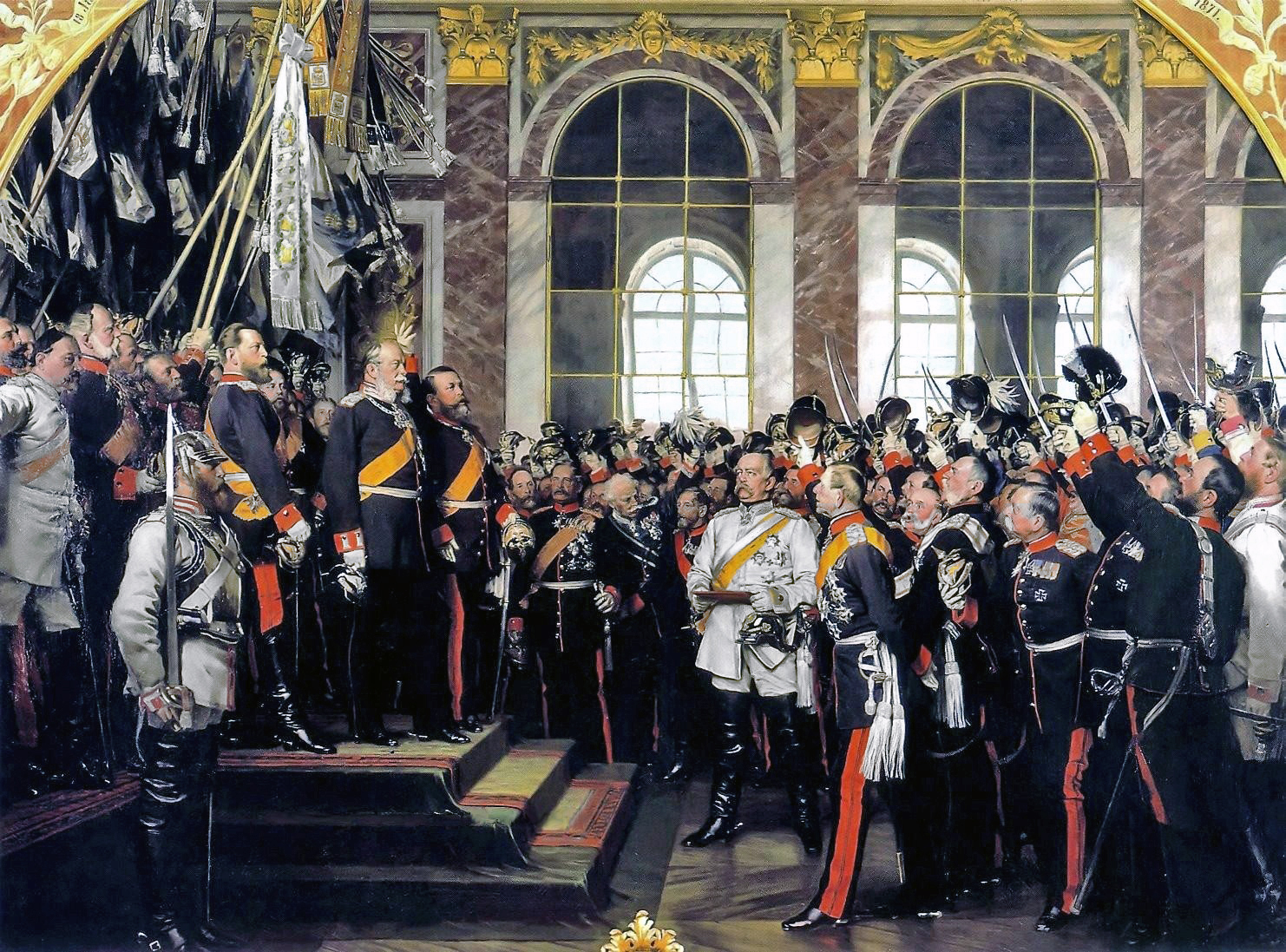
Proclamarea Imperiului german.

### Ianuarie
- 2 ianuarie: Amadeus I devine rege al Spaniei.
- 18 ianuarie: Este fondat Imperiul German.
- 18 ianuarie: Wilhelm I al Germaniei devine primul împărat german.
- 28 ianuarie: Asediul Parisului - capitulare franceză în fața coaliției germane formată din Prusia, Baden, Bavaria și Württemberg. Guvernul francez ajunge la un compromis cu armata prusacă în privința încheierii unui armistițiu.

### Martie
- 11 martie: Lascăr Catargiu și Nicolae Golescu, membri ai locotenenței, insistă ca domnitorul Carol I să renunțe la planul de abdicare. Carol acceptă cu condiția să i se prezinte un guvern capabil să treacă prin Cameră legea bugetului și cea a finanțelor.
- 21 martie: Prințesa Louise a Regatului Unit, al șaselea copil al reginei Victoria a Regatului Unit și a prințului Albert de Saxa-Coburg și Gotha se căsătorește cu John Campbell, marchiz de Lorne, al cărui tată, Ducele de Argyll, a fost secretar de stat pentru India.
- 28 martie-28 mai: Comuna din Paris. Insurecție a locuitorilor Parisului împotriva guvernului francez.

### Aprilie
- 6 aprilie: Este dată în folosință calea ferată Timișoara–Arad.

### Iulie
- 20 iulie: Columbia Britanică se alătură confederației Canada.

### August
- 31 august: Adolphe Thiers devine președinte al Republicii Franceze.

### Octombrie
- 8 octombrie: Este fondată compania Continental AG, în Imperiul German, la Hanovra, producătoare de componente auto.

### Noiembrie
- 10 noiembrie: Pe malul de răsărit al lacului Tanganyika, ziaristul Henry Stanley, plecat din Zanzibar în căutarea exploratorului David Livingstone, despre care nu se știa nimic de mai bine de trei ani, fiind considerat pierdut în teritoriile centrale ale Africii, găsește un călător istovit și fără provizii. Stanley rostește întrebarea devenită vorbă istorică: "Doctor Livingstone, I presume?" (Dr. Livingstone, presupun?). Ulterior cei doi vor explora împreună nordul Lacului Tanganyika, apoi ziaristul se va întoarce în Anglia, Livingstone îndreptându-se spre Zambia.

### Nedatate
- Apar primele cercuri socialiste în București dar și în alte orașe.
- Guvernul liberal condus de Ion Ghica demisionează. Lascăr Catargiu își ia răspunderea noului guvern.
- Guvernul Lascăr Catargiu dizolvă Parlamentul.
- Războiul franco–prusac: Parisul capitulează în fața armatelor prusace

## Arte, științe, literatură și filozofie
- Arthur Rimbaud publică Illuminations și Bateau Ivre.
- București. Premiera operei Aida de Verdi.
- Se înființează Societatea filarmonică din Timișoara.

## Nașteri
- 4 februarie: Friedrich Ebert, președinte al Republicii de la Weimar (1919-1925), (d. 1925)
- 3 martie: Constantin Argetoianu, om politic, diplomat (d. 1955)
- 5 martie: Rosa Luxemburg, politiciană germană (d. 1919)
- 27 martie: Heinrich Mann (Ludwig Heinrich Mann), romancier german (d. 1950)
- 11 aprilie: Theodor Pallady, pictor român (d. 1956)
- 16 aprilie: John Millington Synge, dramaturg irlandez (d. 1909)
- 6 mai: Christian Morgenstern, poet, scriitor și traducător german (d. 1914)
- 10 mai: Costin Petrescu, pictor român (d. 1954)
- 23 mai: Garabet Ibrăileanu, critic, istoric și teoretician literar român (d. 1936)
- 27 mai: Georges Rouault, artist plastic francez (d. 1958)
- 5 iunie: Nicolae Iorga, istoric și om politic român (d. 1940)
- 10 iulie: Marcel Proust, scriitor francez (d 1922)
- 9 august: Leonid Andreev, scriitor rus (d. 1919)
- 14 august: Guangxu, împărat al Chinei (1871-1908), (d. 1908)
- 27 august: Theodore Dreiser, scriitor american (d. 1945)
- 29 august: Albert Lebrun, politician francez (d. 1950)
- 30 august: Ernest Rutherford, fizician neo-zeelandez (d. 1937)
- 31 august: Ernst al II-lea, Duce de Saxa-Altenburg (d. 1955)
- 27 septembrie: Grazia Deledda, scriitoare italiană, laureată a Premiului Nobel (d. 1926)
- 30 octombrie: Paul Valéry, poet francez (d. 1945)

## Decese
- 7 februarie: Prințesa Leopoldina a Braziliei (n. Leopoldina Teresa Francisca Carolina Micaela Gabriela Rafaela Gonzaga), 23 ani, fiica împăratului Pedro al II-lea (n. 1847)
- 20 februarie: Paul Kane, 60 ani, pictor canadian (n. 1810)
- 18 martie: Augustus De Morgan, 64 ani, matematician britanic (n. 1806)
- 23 martie: Robert Cock, 69 ani, explorator britanic (n. 1801)
- 30 martie: Louise a Olandei (n. Wilhelmina Frederika Alexandrine Anna Louisa), 42 ani, regină a Suediei și Norvegiei (n. 1828)
- 4 mai: Arhiducesa Maria Annunciata (n. Maria Annunziata Isabella Filomena Sabasia), 28 ani, mama Arhiducelui Franz Ferdinand (n. 1843)
- 18 octombrie: Charles Babbage, 79 ani, matematician englez și inventator de mașini de calcul (n. 1791)
- 10 noiembrie: Maximilian Karl, Prinț de Thurn și Taxis, 69 ani (n. 1802)
- 8 decembrie: Prințesa Therese de Nassau-Weilburg, 56 ani (n. 1815)
- 16 decembrie: Willibald Alexis (n. Georg Wilhelm Heinrich Häring), 73 ani, scriitor german (n. 1798)